# Roswell (seriál)
Roswell je americký dramatický televizní seriál, jehož autorem je Jason Katims. Je adaptací románové série Roswell High. Premiérově byl vysílán v letech 1999–2002, zpočátku na stanici The WB, následně na UPN (od roku 2001). Celkově bylo natočeno 61 dílů ve třech řadách. Děj seriálu je inspirován Roswellským incidentem, který se udál v roce 1947 ve městě Roswell v Novém Mexiku.
V roce 2019 vznikla druhá televizní adaptace románů, seriál Roswell: Nové Mexiko.

## Příběh
Liz Parkerová, Maria DeLucová a Alex Whitman jsou v roce 1999 kamarádi a zároveň studenti střední školy v Roswellu ve státě Nové Mexiko. Liz je náhodně smrtelně postřelena, ovšem Max Evans ji vyléčí pouze tím, že přiloží ruku na její zranění. Dívka si ovšem později všimne stop na ráně a z tajně získaných Maxových slin zjistí, že něco není v pořádku. Max se poté přizná, že on, jeho sestra Isabel a jejich přítel Michael jsou mimozemšťané, jejichž loď havarovala v Roswellu v roce 1947. Ze všech šesti dospívajících se stanou přátelé, kteří se snaží mimozemšťany ochránit před tajnými vládními agenty, fanatiky UFO a místním šerifem Jimem Valentim, s jehož synem Kylem chodila Liz. Max se dá dohromady s Liz, Michael s Marií a nakonec si i Isabel začne s Alexem. Dozví se, že se jako mimozemsko-lidští hybridi narodili z ukrytých inkubačních lusků a po vylíhnutí vypadali jako šestileté lidské děti, které byly posléze osvojeny náhradními rodiči. Zjistí také, že existuje čtvrtý mimozemšťan, kterým je Tess Hardingová, nová dívka ve městě. Nakonec objeví, že Max, Isabel, Michael a Tess jsou klony královské čtveřice z planety Antar, kteří mají implantováno vědomí svých originálů a silné paranormální schopnosti. Jejich úkolem je jednou se vrátit na Antar a získat zpět trůn od jeho uchvatitele.

## Obsazení
| Shiri Appleby    | Liz Parkerová                                       |
| Jason Behr       | Max Evans                                           |
| Katherine Heigl  | Isabel Evansová                                     |
| Majandra Delfino | Maria DeLucová                                      |
| Brendan Fehr     | Michael Guerin                                      |
| Colin Hanks      | Alex Whitman (1.–2. řada, jako host ve 3. řadě)     |
| Nick Wechsler    | Kyle Valenti                                        |
| William Sadler   | šerif Jim Valenti                                   |
| Emilie de Ravin  | Tess Hardingová (2. řada, jako host v 1. a 3. řadě) |
| Adam Rodriguez   | Jesse Ramirez (3. řada)                             |

## Vysílání
| Řada | Díly | Premiéra v USA | Premiéra v USA  | Premiéra v ČR     | Premiéra v ČR     | Stanice v USA |
| Řada | Díly | První díl      | Poslední díl    | První díl         | Poslední díl      | Stanice v USA |
| ---- | ---- | -------------- | --------------- | ----------------- | ----------------- | ------------- |
| 1    | 22   | 6. října 1999  | 15. května 2000 | 20. září 2001     | 22. října 2001    | The WB        |
| 2    | 21   | 2. října 2000  | 21. května 2001 | 21. července 2003 | 18. srpna 2003    | The WB        |
| 3    | 18   | 9. října 2001  | 14. května 2002 | 7. října 2004     | 2. listopadu 2004 | UPN           |

Seriál byl v Česku premiérově vysílán na TV Nova. První řada byla uvedena v roce 2001, druhá v roce 2003 a třetí v roce 2004.